# Elizabeth Thomas
Elizabeth Thomas (Memphis, 29 de março de 1907 – Jackson, 28 de novembro de 1986) foi uma egiptóloga americana  que trabalhou no Vale dos Reis e no Vale das Rainhas registrando e publicando estudos sobre suas tumbas.

## Biografia
Formada pela Universidade do Mississippi, viajou para o Egito em 1938 gastando a maior parte de seu tempo trabalhando em Luxor. Lá, tornou-se amiga de um grupo de egiptólogos da Universidade de Chicago que a persuadiram para realizar um estudo formal no Instituto Oriental da Universidade de Chicago. Então, ali ela matriculou-se no curso de Culturas e Línguas Orientais com o qual aprendeu muitos idiomas antigos. Durante a Segunda Guerra Mundial ela trabalhou para as forças armadas americanas ajudando com criptografia. Em 1948 ela recebeu o Mestrado, e em 1949-50 ela trabalhou com Alexandre Piankoff e Natacha Rambova estudando textos da tumba de Ramesses VI e das pirâmides de Unas. Em 1956 ela se dedicou às tumbas reais do Vale das Rainhas e dos Reis, sendo a primeira a examinar algumas destas.

## Investigação

### Rainha Hatshepsut
Thomas trabalhou na tumba KV60 da ama de leite da rainha Hatshepsut, que foi descoberto em 1903. Thomas argumentou que uma das múmias era a rainha Hatshepsut, embora a tumba pertencesse a sua ama de leite, porque o braço esquerdo da múmia estava posicionado sobre o peito. O posicionamento do braço significava realeza, embora Thomas não tenha conseguido provar sua afirmação sobre a identificação de Hatshepsut. Thomas escreveu em seu livro, A necrópole real de Tebas [sic], que "Dos ... mamãe, nada pode ser dito sem exame. É apenas possível fazer uma pergunta com a maior temeridade: Tutmés III [enteado e sucessor de Hatshep-sut] inter Hatshepsut intrusivamente nesta tumba simples abaixo da sua?
A tumba foi perdida e redescoberta na década de 1980. Em 2007, o Dr. Zahi Hawass, secretário-geral do Conselho Supremo de Antiguidades do Egito, anunciou que a múmia era de fato Hatshepsut, verificado através de testes de DNA.

### Outros
Antes que muito se soubesse sobre o KV5, Elizabeth Thomas suspeitava que a tumba pudesse ter pertencido aos filhos reais de Ramsés II. Seu palpite foi mencionado em um relatório sobre roubos de tumbas por inspetores do governo que ocorreram séculos após a construção do KV5. Embora gerações posteriores de ladrões de tumbas tenham deixado a tumba em ruínas, restou o suficiente para provar que Tomé estava certo.

## Publicações
- Thomas, Elizabeth (1966). The royal necropoleis of Thebes. Princeton: [s.n.]
- Thomas, Elizabeth (1978). «The 'Well' in Kings' Tombs of Bibân el-Molûk». The Journal of Egyptian Archaeology. 64: 80–83. JSTOR 3856437. doi:10.2307/3856437